# Joachim Hunger
Joachim Hunger (Kiel, 26 de septiembre de 1957–Kiel, Berlín, 9 de febrero de 1990) fue un deportista alemán que compitió para la RFA en vela en la clase 470. Su hermano Wolfgang también compitió en vela.
Ganó dos medallas de plata en el Campeonato Mundial de 470, en los años 1983 y 1986. Participó en dos Juegos Olímpicos de Verano, ocupando el cuarto lugar en Los Ángeles 1984 y el quinto en Seúl 1988.

## Palmarés internacional
| \| Representando a la RFA \| \| \| \| \| Campeonato Mundial \| \| \| \| \| Año \| Lugar \| Medalla \| Clase \| \| 1983 \| Weymouth (Reino Unido) \| Medalla de plata \| 470 \| \| 1986 \| Salou (España) \| Medalla de plata \| 470 \| |                        |                  |       |
| Representando a la RFA |                        |                  |       |
| Campeonato Mundial |                        |                  |       |
| Año | Lugar                  | Medalla          | Clase |
| 1983 | Weymouth (Reino Unido) | Medalla de plata | 470   |
| 1986 | Salou (España)         | Medalla de plata | 470   |